# Annette Juretzki
Annette Juretzki, née en 1984 en Pologne, est une écrivaine allemande. Elle est l'autrice de la série de romans de science-fiction en deux volumes Sternenbrand (2017) et du roman de fantasy Regentänzer (2019). Elle écrit également pour le jeu de rôle fantastique L'Œil noir.

## Biographie
Née en Pologne en 1984, Juretzki grandit en Basse-Saxe et étudie les sciences religieuses. Elle est bisexuelle, mariée et vit avec son mari à Osnabrück,.

## Publications

### Sternenbrand
- (de) Blind, Traumtänzer-Verlag Lysander Schretzlmeier, 2017 (ISBN 978-3-947031-06-1)
- (de) Blau, Traumtänzer-Verlag Lysander Schretzlmeier, 2017 (ISBN 978-3-947031-09-2)

### Von Rache und Regen
- (de) Regentänzer, vol. 1, 2019 (ISBN 978-3-947031-26-9 et 3-947031-26-2, OCLC 1140131140).